# Heinrich Trübenbach
Heinrich A. G. Trübenbach, född 27 januari 1855 i Dresden, död 18 november 1906 i Göteborg, var en tysk-svensk xylograf och stämpelgravör.
Trübenbach utbildade sig till gravör i Tyskland och Schweiz bland annat studerade han för hovgravören C Petersen i Braunschweig. Han anställdes som xylograf och stämpelgravör vid Lindegrens stämpelfabrik i Göteborg 1882. Han etablerade en egen gravyr- och stämpelateljé i Göteborg 1886 där han utförde ett brett register av arbeten med gravering av sigill i stål, sten och mässing samt framställde olika prismedaljer för tävlingar, xylografiska arbeten och vapenmålningar. 